# Wilhelm Hagedorn (Offizier)

Major Hagedorn

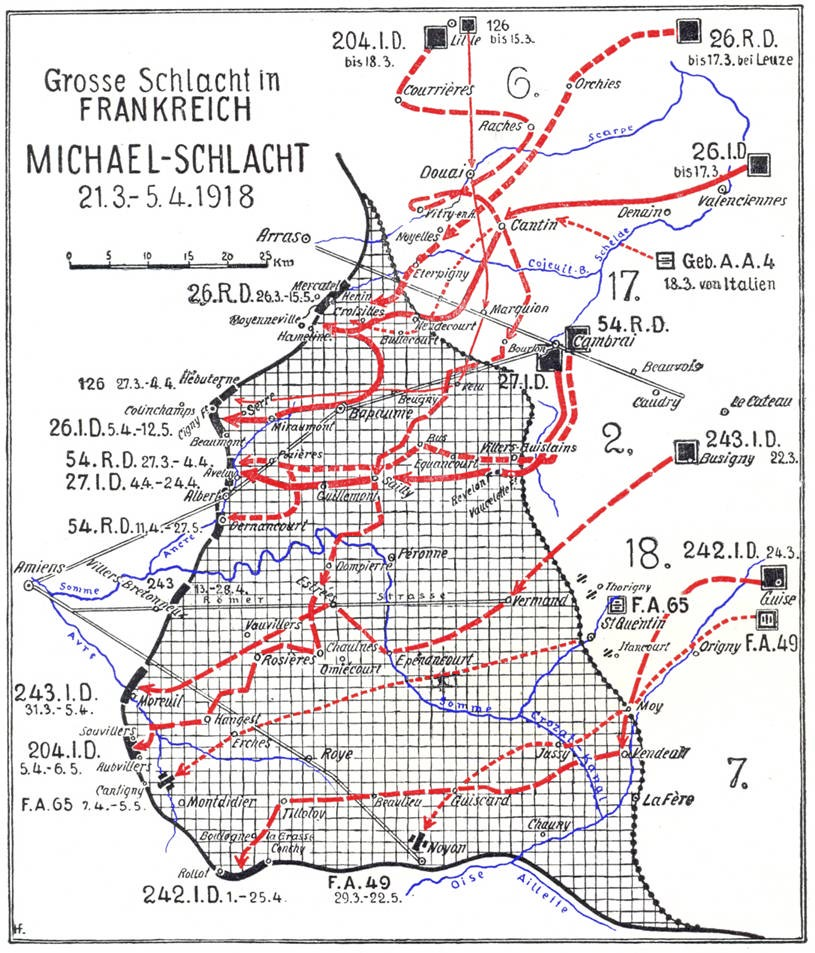
Operation Michael in der deutschen Frühjahrsoffensive von 1918

Wilhelm Hagedorn (* 28. Juli 1868 in Magdeburg; † 14. März 1930 in Stade) war ein preußischer Oberst und Ritter des Ordens Pour le Mérite.

## Leben
Sein Vater war der hannoveraner und spätere preußische Oberstleutnant Friedrich Hagedorn († 1906 in Stade). Er hatte 1866 im 3. Infanterie-Regiment in Northeim gedient und war Ritter des Eisernen Kreuzes II. Klasse.
Nach seiner Erziehung im Kadettenkorps trat Hagedorn im Jahre 1877 als Sekondeleutnant in das Infanterie-Regiment Nr. 99 in Zabern ein, in dem er 1894 zum Premierleutnant befördert wurde. 1897 zur Unteroffiziersschule nach Jülich kommandiert, wurde er im Folgejahr Adjutant. 1900 wurde er ins 3. Hanseatische Infanterie-Regiment Nr. 162 nach Lübeck versetzt und dort 1901 unter der Beförderung zum Hauptmann zum Chef der 2. Kompanie ernannt. Von 1907 bis 1908 wurde er zum Lehr-Infanterie-Bataillon in Potsdam abkommandiert. Unter der Beförderung zum Major wurde Hagedorn am 19. November 1912 in den Stab des Infanterie-Regiments „Herzog von Holstein“ (Holsteinisches) Nr. 85 nach Rendsburg versetzt.

### Erster Weltkrieg
Am 2. August 1914, dem ersten Tag der Mobilmachung des Ersten Weltkriegs, wurde Hagedorn Kommandeur des I. Bataillons seines Regiments. Nachdem das Regiment in das neutrale Belgien einmarschiert war und sich an der Eroberung von Lüttich beteiligt hatte, kämpfte es an der Gette, bei Mons, bei Solesmes und bei der Schlacht von Le Cateau im Gefecht bei Genly. Es folgte die Schlacht bei Château-Thierry und in der Schlacht am Ourcq kämpfte es bei Montceaux-Esternay.
Sein Bataillon zeichnete sich bei Moulin-sous-Touvent aus und ging im September 1914 vom Bewegungs- in den Stellungskrieg über. Kurzzeitig wurde es in der Schlacht von Soissons im Januar 1915 nochmals offensiv. Es hatte dabei jedoch einen Verlust von 50 % seiner Mannstärke zu verzeichnen, brachte aber 1200 Gefangene und vier erbeuteten Maschinengewehre ein. Im Juni zeichnete es sich abermals bei Moulin-sous-Touvent aus.
Im Oktober 1915 wurde das IX. Armee-Korps in der Herbstschlacht in der Champagne eingesetzt. Hier wurde Hagedorn zum Kommandeur des im selben Verband kämpfenden Infanterie-Regiments „Bremen“ (1. Hanseatisches) Nr. 75 ernannt. Mit dem Regiment erstürmte er im Dezember die Avre-Höhen westlich Tahures. Im Juli sowie von Mitte August bis Mitte September 1916 kämpfte sein Regiment in der Schlacht an der Somme. Nach Stellungskämpfen in Flandern und der Siegfriedstellung wurde das Regiment in die Frühjahrsschlacht von Arras verlegt. Für Hagedorns dortige Leistungen reichte ihn der Führer des IX. Armee-Korps, Generalleutnant Horst von Oetinger zum Orden Pour le Mérite ein. Diese höchste preußische Tapferkeitsauszeichnung wurde Hagedorn durch A.K.O. vom 30. Juli 1917 verliehen. An diesem Tage wurde das Regiment, das zu diesem Zeitpunkt in der Schlacht von Messines kämpfte, aus der Front gezogen. Im Oktober kämpfte der Verband dann in der Dritten Ypernschlacht.
Anfang 1918 trat sein Regiment zur neugegründeten 17. Armee über und Hagedorn wurde am 15. Februar 1918 zum Oberstleutnant befördert. In der Deutschen Frühjahrsoffensive drang sein Regiment über Monchy, Cambrai und Bapaume, die Linie Arras-Albert verfolgend, vor. Erst im Gefecht bei Bucqoy endeten die deutschen Angriffsbemühungen. Ende Juli wurde der Verband in der Schlacht an der Marne eingesetzt, zogen sich von dort auf die Siegfriedstellung zurück und kämpften dann bis zum Waffenstillstand in der Champagne.
Anschließend führte Hagedorn die Reste seine Regiments in die Garnison nach Bremen zurück. Am 1. Januar 1919 trafen sie auf dem Bahnhof von Sebaldsbrück ein. Hagedorn reichte während der Demobilisierung seinen Abschied ein und wurde unter Verleihung des Charakters als Oberst zur Disposition gestellt. Am 14. März 1930 verstarb er in seiner Heimatstadt Stade.

## Auszeichnungen
- Roter Adlerorden IV. Klasse (1914)[3]
- Preußisches Dienstauszeichnungskreuz[3]
- Eisernes Kreuz (1914) II. und I. Klasse
- Hanseatenkreuz
  - Lübeck[4]
  - Bremen